# Lëtzebuerger Sozialistesch Aarbechterpartei
Die Lëtzebuerger Sozialistesch Aarbechterpartei (deutsch Luxemburger Sozialistische Arbeiterpartei, französisch Parti ouvrier socialiste luxembourgeois), kurz LSAP, ist eine sozialdemokratische, pro-europäische politische Partei in Luxemburg. Die LSAP ist im politischen Spektrum in der linken Mitte angesiedelt.
Die LSAP ist die drittgrößte Partei in der Abgeordnetenkammer, da sie bei den Parlamentswahlen 2023 11 von 60 Sitzen errang. Im Laufe des Jahres 2024 wechselte Ben Polidori, nach internen Tumulten in der Piraten-Partei, zur LSAP. Die LSAP ist fortan mit 12 Abgeordneten im luxemburgischen Parlament vertreten. Die amtierende Fraktionspräsidentin der LSAP ist Taina Bofferding. Bei den Europawahlen 2024 hat die LSAP durch einen Zugewinn von rund 10 % ihren Sitz im Europaparlament gefestigt. Die LSAP ist seit der Kammerwahl 2023 Teil der Opposition.
Seit März 2022 sind Francine Closener und Dan Biancalana die Vorsitzenden der Partei. Seit Juli 2024 ist Sacha Pulli Generalsekretär der Partei.
Die Partei steht dem Bund Unabhängiger Gewerkschaften, dem größten Gewerkschaftsdachverband des Landes, OGBL, nahe, hat aber keine formellen Verbindungen. Die LSAP ist vor allem im Süden des Landes stark, wo sie die meisten Bürgermeisterämter in den großen Städten des Roten Landes kontrolliert. Sie ist mit der Sozialistischen Internationale, der Progressiven Allianz und der Sozialdemokratischen Partei Europas verbunden.

## Organisationsstruktur
Die rechtliche Basis bilden die Statuten der Partei, wie sie am 26. März 2017 beschlossen wurden. Sie ersetzten damit die vorhergehende, mehrfach modifizierte Fassung aus dem Jahre 1991. Oberstes Organ ist der Landeskongress, der mindestens einmal jährlich im ersten Quartal einberufen wird.

### Sektionen und Bezirke
Die untere organisatorische Ebene bilden die Sektionen, die als Ortsvereine die Parteimitglieder einer oder mehrerer Gemeinden umfassen, und die in vier Bezirke (Nord, Ost, Süd, und Zentrum) gruppiert sind.
- Bezirk Nord  mit 6 Sektionen, Co-Präsidenten sind Tina Koch und Jeff Gangler.[6]
- Bezirk Osten mit 7 Sektionen, Präsident ist Ben Streff.[7]
- Bezirk Süden mit 21 Sektionen, Co-Präsidenten sind Laura Valli und Jimmy Skenderovic.
- Bezirk Zentrum mit 15 Sektionen, Co-Präsidenten sind Claire Delcourt und Marvin Caldarella.

### Unterorganisationen
Innerhalb der LSAP bestehen drei Unterorganisationen:
- Die Sozialistischen Frauen (FS); Präsidentin ist Maxime Miltgen.
- Die Sozialistische Jugend (JSL). Co-Präsidenten sind Iza Golinska und Max Molitor. Generalsekretär ist Maurice Schwarz.[8]
- Das Gemengeforum (GF) der kommunalen Amts- und Mandatsträger:innen; Präsidentin ist Simone Asselborn-Bintz.

Logo Femmes Socialistes

Logo LSAP Gemengeforum

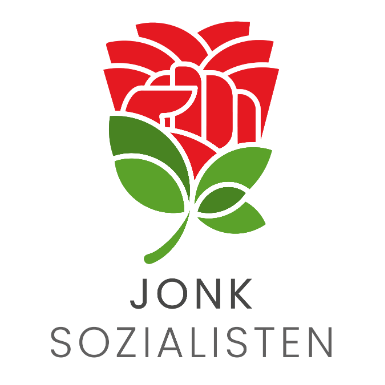
Logo der Jugendorganisation JSL

### Parteivorstand
Die Parteileitung besteht aus einem 21-köpfigen Vorstand mit 15 auf einem Parteitag gewählten und 12 weiteren Mitgliedern ex officio:
- Dem Präsidium, bestehend aus den Co-Präsidenten Francine Closener an Dan Biancalana, Vizepräsidentin Maxime Miltgen, Generalsekretär Sacha Pulli und Generalkassierer Kenichi Breden.
- Zehn weiteren Vorstandsmitgliedern, jeweils zur Hälfte Frauen und Männer: Enesa Agovic, Olivier Cano, Claire Delcourt, Carlo Feiereisen, Danielle Filbig, Tina Koch, Yolande Koster-Kaiser, Max Leners, Maurice Schwarz, Amir Vesali.
- Der Fraktionspräsidentin und den Fraktionssekretärinnen
- Dem Europaabgeordneten
- Den Vorsitzenden der vier Bezirke.
- Den Vorsitzenden der Sozialistischen Frauen und der Sozialistischen Jugend
- Kontrollkommission
- Ein Mitglied des SPIC

### Weitere Gremien
Der fünfköpfige Beirat setzt sich aus ehemaligen Amts- und Mandatsträger:innen zusammen und fungiert als obere Disziplinarkammer, die Verstöße von Mitgliedern gegen Satzung und Grundsätze behandelt und Strafen bis hin zum Parteiausschluss beschließen kann.
Die elfköpfige Kontrollkommission überwacht die Tätigkeit sämtlicher Parteigremien. Ihr gehören sieben vom Landeskongress gewählte Mitglieder an, hinzu kommen jeweils eines aus jedem der Bezirke, die dort Vorstandsmitglied sein müssen. Sie bildet zugleich die Wahlkommission bei der Wahl der Spitzenkandidaten für die Kammer- und Europawahl.

### Parteipräsident:innen seit 1945
- 1945–1951 Michel Rasquin
- 1951–1952 Paul Wilwertz
- 1952–1954 Albert Bousser
- 1954–1955 Émile Ludwig
- 1955–1959 Paul Wilwertz
- 1959–1970 Henry Cravatte
- 1970–1974 Antoine Wehenkel
- 1974–1980 Lydie Schmit
- 1980–1985 Robert Krieps
- 1985–1997 Ben Fayot
- 1997–2004 Jean Asselborn
- 2004–2014 Alex Bodry
- 2014–2019 Claude Haagen
- 2019–2020 Franz Fayot
- 2020–2022 Yves Cruchten
- seit 2022 Dan Biancalana & Francine Closener

### Fraktionspräsident:innen der LSAP seit 1945
- 1945–1951 Nicolas Biever
- 1951–1959 Jean Fohrmann
- 1959–1964 Nicolas Biever
- 1964–1965 Jean Fohrmann
- 1965–1967 Romain Fandel
- 1967–1969 Robert Krieps
- 1969–1970 Romain Fandel
- 1970–1970 Raymond Vouel
- 1970–1973 Paul Wilwertz
- 1973–1974 René van den Bulcke
- 1975–1976 Jacques Poos
- 1976–1979 Alphonse Hildgen
- 1979–1984 Benny Berg
- 1984–1989 Maurice Thoss
- 1989–1997 Jean Asselborn
- 1997–2004 Ben Fayot
- 2009–2013 Lucien Lux
- 2013–2019 Alex Bodry
- 2019–2022 Georges Engel
- 2022–2023 Yves Cruchten
- seit 2023 Taina Bofferding

### Parteinahe Stiftungen
Der LSAP nahe stehen zwei Stiftungen, die beide nach früheren Vorsitzenden benannt sind:
- Die Robert-Krieps-Stiftung fördert die staatsbürgerliche und politische Bildung und unterstützt Recherche und Debatten über politische, soziale und kulturelle Themen.
- Die Lydie-Schmit-Stiftung bewahrt das Andenken an die Mitgründerin der Sozialistischen Frauen. Sie vergibt Stipendien an Studenten aus sozial schwachen Familien.

## Geschichte

### Vorgeschichte
Bereits im Laufe des 19. Jahrhunderts hatten verschiedene Ansätze zur Verbesserung der Lebens- und Arbeitsbedingungen der werktätigen Bevölkerung geführt. Diese waren aber von außerhalb des Parlaments gekommen. Grund dafür war das seinerzeit bestehende Zensuswahlrecht, das die Wählbarkeit auf finanziell gutsituierte Personen beschränkte. Als erster Politiker, der diesen Anliegen in der Kammer Gehör verschaffte und damit auch sozialistisches Gedankengut vertrat, war der 1896 dorthin gewählte Industrielle Caspar Mathias Spoo. Hinzu kamen 1897 der Arzt Michel Welter und 1901 der Anwalt Xavier Brasseur. 1902 wuchs die Gruppe, die sich selbst als Demokraten bezeichnete, mit den Juristen Jean-Jacques Diderich und Léon Metzler auf fünf Abgeordnete an. Sie alle wurden im Kanton Esch gewählt und profitierten einerseits von einer Absenkung des Zensus, andererseits von der Entdeckung neuer Minettevorkommen als Auslöser der Entwicklung des Gebietes zur industriellen Kernregion und dem damit verbundenen Zuwachs der Bevölkerung.

### Gründung der Vorgängerpartei und erste Erfolge
Als Gründungsdatum der LSAP wird seitens der Partei der 26. Januar 1902 angesehen, an dem sich in der Hauptstadt nach Angaben des Escher Journals der Sozialdemokratische Verein für Luxemburg und Umgebung ins Leben gerufen wurde. Unter den Initiatoren, rund ein halbes Dutzend, waren nach Aussagen des Messerschmieds und späteren Abgeordneten Jacques Thilmany er selbst, Welter, ein Schneider, zwei Schuhmacher und zwei Handschuhmacher. Besonders Thilmany tat sich als Schriftführer damit hervor, die Arbeiterschaft sowohl für ein gewerkschaftliches als auch ein politisches Engagement zu begeistern. In der Folge entstanden weitere sozialdemokratische Vereine, noch 1902 in Petingen, Tetingen und Schifflingen, 1903 in Esch und in Rodingen. 1903 kam es zur Gründung der Sozialdemokratischen Partei, der sich ein Großteil der bestehenden Vereine als Ortsgruppe anschloss. Sie trat der Zweiten Internationalen bei, ohne dort aber groß aktiv zu werden. Bereits nach kurzer Zeit, spätestens 1905, trennte sich der marxistisch geprägte, der parlamentarischen Repräsentation kritisch gegenüberstehende und eher an Basisarbeit interessierte linke Flügel ab und bildete die Sozialdemokratische Arbeiterpartei, schloss sich aber 1912 wieder der Mutterpartei an. Mit Jean Schortgen wurde 1915 erstmals ein Arbeiter in die Kammer gewählt.
Dort taten sich die Demokraten mit der Liberalen Liga zu einem Linksblock zusammen, um die Politik von Premierminister Paul Eyschen gegen die katholisch-konservativen Vertreter zu unterstützen. Gemeinsame Ziele waren die Zurückdrängung des Einflusses der katholischen Kirche, die Verstaatlichung des Schulwesens, die Abschaffung des Schulgeldes, die Einführung der Unterrichtung der Kinder in der luxemburgischen Sprache und schließlich die Reformierung des Wahlsystems. Während des Ersten Weltkrieges kam es zu ersten Regierungsbeteiligungen, zunächst ab März 1915 mit Ernest Leclère unter Eyschen und mit Welter und später erneut Leclère unter Victor Thorn. Ein von den Sozialdemokraten im Juli 1917 eingebrachter Antrag auf Einführung eines allgemeinen Wahlrechts führte zum Erfolg, auch wenn es zu dessen Umsetzung bis 1919 dauern sollte.
Für die Arbeiter brachten die erreichten Ergebnisse nur wenig handfeste Vorteile, außerdem zerfiel der Linksblock, nachdem die gemeinsamen Ziele erreicht waren. Das Parteileben war seit dem Beginn des Krieges weitgehend eingeschlafen. In dieser Situation kam es in der zweiten Jahreshälfte 1917 zu Revitalisierungsversuchen und Umstrukturierungen, die Fraktion wurde enger an die nun umbenannte Sozialistische Partei angebunden.

### Zwischenkriegszeit
Sofort nach dem Abzug der deutschen Truppen im November 1918 bildete sich ein Räterat, der sich aber nicht etablieren konnte. Das Land geriet in Schwierigkeiten, da die wirtschaftlichen Verflechtungen mit dem Deutschen Reich gelöst werden mussten, womit auch ein bedeutender Absatzmarkt wegbrach. Am 19. Januar 1919 stürmten Arbeiter aus dem Minettegebiet die Kammer. Ein aus Liberalen und Sozialisten bestehendes Komitee rief die Republik aus, wurde aber von den französischen Besatzungstruppen aufgelöst. Es entstanden Bestrebungen, das Großherzogtum an Frankreich oder Belgien anzuschließen. Zum Doppelreferendum von September 1919 hatte sich in der Partei keine einheitliche Position herausgebildet. In dieser Stimmung fanden am 26. Oktober 1919 die ersten Parlamentswahlen nach dem neuen Gesetz statt. Dabei konnte sich die konservative Rechtspartei von Émile Reuter eine absolute Mehrheit sichern, unter den neun sozialistischen Abgeordneten war mit Marguerite Thomas-Clement die erste Frau, die in die Kammer gewählt wurde.
Die politischen Entwicklungen im übrigen Europa hatten ebenfalls ihren Einfluss auf die Partei. Eine Anfang Januar 1921 durchgeführte Abstimmung zum Anschluss an die Dritte Internationale fiel trotz des Werbens der anwesenden Clara Zetkin negativ aus, da diese die Unterordnung der auf ihre Unabhängigkeit bedachten Gewerkschaften unter die Partei bedeutet hätte. Umgehend spaltete sich der unterlegene Flügel als Kommunistische Partei Luxemburgs (KPL) ab.
1924 kam es zu einer erneuten Umstrukturierung. Voraussetzung für die Mitgliedschaft in der Partei waren nun auch die Zugehörigkeit zu einer freien, das heißt konfessionsunabhängigen Gewerkschaft sowie in der lokalen Kooperative. Sie sah sich nun als Klassenpartei, was sich im neuen Namen Arbeiterpartei widerspiegelte. Von der Ende der 1920er Jahre einsetzenden Weltwirtschaftskrise profitierte die Partei kaum, da es mehrheitlich einpendelnde oder aus anderen Staaten zugezogene Arbeiter waren, die entlassen wurden. Vorteile aus einer damit verbundenen Radikalisierung zog hingegen die KPL, die 1934 mit Zénon Bernard erstmals einen Abgeordneten in die Kammer entsenden konnte. Erst nachdem Joseph Bech mit dem von ihm entworfenen und im April 1937 von der Kammer verabschiedeten antikommunistischen „Maulkorb-Gesetz“ in der Volksabstimmung vom Juni des Jahres gescheitert und daraufhin zurückgetreten war, kam es unter seinem Nachfolger Pierre Dupong ab November 1937 zu einer Regierungsbeteiligung der Arbeiterpartei in Form von Pierre Krier und René Blum. Nach der Besetzung durch Truppen des Deutschen Reiches wurden zum 1. September 1940 alle Parteien im CdZ-Gebiet aufgelöst, ihr Vermögen eingezogen. Krier und Victor Bodson, der 1940 auf Blum als Minister gefolgt war, waren Mitglieder der in Portugal, Kanada und London residierenden Exilregierung. Nach deren Rückkehr im September 1944 blieben die Sozialisten auch am folgenden Kabinett der nationalen Einheit beteiligt, schieden aber, ebenso wie die zusätzlich aufgenommene KPL, aufgrund inhaltlicher Differenzen im März 1947 aus.

### Ab 1946 als LSAP
Der Wiederaufbau der Partei wurde zunächst geprägt durch die Frage, ob sie erneut Klassenpartei, wie bereits zuvor, sein wolle (Pierre und Antoine Krier, Nicolas Biever) oder sich, wie es Michel Rasquin befürwortete, nach dem Vorbild der französischen und britischen Schwesterparteien zu einer linken Volkspartei entwickeln solle. Ein 1946 gefundener Kompromiss zeigte sich auch in einer erneuten Umbenennung, den Namen Luxemburger Sozialistische Arbeiterpartei trägt sie bis heute. Im Rahmen der luxemburgischen Konsensdemokratie war sie seither an zahlreichen Regierungen beteiligt, bei denen sie sich zu Koalitionen mit der konservativen CSV oder der liberalen DP zusammenfand. Der Posten des Premierministers blieb der Partei aber bis heute, als einziger der drei, verwehrt. Schon nach der Kammerwahl 1951 kehrte die LSAP an den Kabinettstisch zurück, erneut unter Dupong und mit Bodson, Biever und Rasquin.

### Abspaltung der Sozialdemokratischen Partei 1971
Ende der 1960er Jahre kam es innerhalb der LSAP zu Zerwürfnissen. Auslöser waren ein Linksruck in der Partei, der nach der Kammerwahl 1968 zum Scheitern der Koalitionsgespräche mit der CSV und somit zum Ausscheiden aus der Regierung führte, sowie die Frage des Umgangs mit der KPL auf der kommunalen Ebene. Nach der Veröffentlichung eines Papier des bisherigen Bau- und Verkehrsministers Albert Bousser im Februar 1969, und den historischen Namen aufgreifend, entstand zunächst eine interne Gruppe aus sozialliberal, teilweise antikommunistisch orientierten Mitgliedern, die Sozialdemokratische Konvention. Nachdem diese Ende 1970 für statutenwidrig erklärt worden war, bildeten die sechs Kammerabgeordneten Henry Cravatte, Romain Fandel, Georges Hurt, Antoine Krier, Astrid Lulling und Roger Schleimer Anfang 1971 eine eigenständige Fraktion. Im März 1971 wurde dann die Sozialdemokratische Partei (SdP) gegründet, die LSAP verlor durch diese Entwicklung rund 15 Prozent ihrer Mitglieder. Geleitet von Cravatte und später vom ehemaligen LSAP-Vize Fernand Georges, konnte die SdP bei der Kammerwahl 1974 zwar fünf Mandate erlangen, sich aber doch nicht auf Dauer etablieren. Sie stellte 1983 ihre politischen Aktivitäten ein und löste sich 1984 auf. Bis dahin hatten sich deren Mitglieder aus der aktiven Politik zurückgezogen, waren zur Mutterpartei zurückgekehrt oder hatten sich der DP oder der CSV angeschlossen.

### Entwicklung nach 1972
Obwohl der linke Flügel unter Robert Krieps und Jacques Poos im Richtungsstreit obsiegt hatte, kam es in der Folge zu einer Neuausrichtung der LSAP. Das 1972 in Wormeldingen verabschiedete Programm gilt als das „Bad Godesberg“ der Partei. Bereits nach der Wahl 1974 kehrte die Partei in die Regierung zurück, nun in einer Koalition unter Gaston Thorn von der DP. Hier konnte sie beispielsweise die Wiedereinführung der vom Vorgängerkabinett abgeschafften automatischen Anpassungen der Tariflöhne an die Inflationsrate durchsetzen. Ab 1979 in der Opposition, kam die LSAP bei der Kammerwahl 1984 nochmals auf die Stärke von 1968, die mit 33,6 Prozent der Stimmen und 21 Mandaten erzielten Werte hat sie seither nicht wieder erreicht.
Zwischen 1984 und 1999 sowie zwischen 2004 und 2013 saß die LSAP als Juniorpartner der CSV unter Jacques Santer und später Jean-Claude Juncker am Kabinettstisch. Eine Geheimdienstaffäre brachte im Sommer 2013 den Bruch der Koalition. Die daraus resultierenden Neuwahlen führten zur Bildung einer „Gambia-Koalition“, bestehend aus LSAP, DP und den Grünen. Obwohl stimmenmäßig stärkster der drei Koalitionspartner, überließ die LSAP Xavier Bettel von der DP den Posten des Premierministers. Nach der Kammerwahl 2018 wurde das Regierungsbündnis erneuert.
Zwar konnte die Partei in den zahlreichen Jahren ihrer Regierungsbeteiligung etliche Forderungen, hauptsächlich im sozialpolitischen Bereich, umsetzen, dies wurde aber von der Wählerschaft immer weniger honoriert. Bei der Wahl 2018 erreichte die LSAP mit nur noch 17,6 Prozent der Stimmen und zehn gewonnenen Mandaten einen vorläufigen Tiefpunkt. Als mitverantwortlich für diesen schleichenden Abstieg gilt das sukzessive Auftreten neuer Parteien des linken Spektrums ab den 1980er Jahren, die ebenfalls den Anspruch erheben, progressive Politik zu betreiben. Abgeordnetenmandate erringen konnten 2018 Die Grünen, Die Linken und erstmals die Piratenpartei mit insgesamt 13 Sitzen. Eine Gruppe von zehn mehr oder weniger jungen Politikern, darunter der im Januar 2019 neu gewählte Parteivorsitzende Franz Fayot sowie Taina Bofferding, Tess Burton und Claudia Dall’Agnol forderten aufgrund der Entwicklung eine personelle Neuaufstellung der Partei und die Schärfung ihres Profils.

## Wahlergebnisse

### Kammerwahlen (seit 1945)
Hinweis: Die Wahlen von 1948 und 1951 waren Teilerneuerungswahlen, bei denen nur die Sitze in jeweils zwei der vier Wahlbezirke des Landes neu vergeben wurden. Die Stimmenanteile sind daher nicht mit den Werten der anderen Jahre vergleichbar. Bei den Sitzen ist die Gesamtzahl nach der Wahl angegeben, also einschließlich der Mandate, die nicht zur Wahl standen.
| Jahr | Stimmenanteil | Rang | Sitze      | Regierungsbeteiligung ?        |
| ---- | ------------- | ---- | ---------- | ------------------------------ |
| 1945 | 23,4 %        | 2.   | 11 von 51  | Allparteienregierung           |
| 1948 | 37,8 %        | 1.   | 15 von 51  | Opposition                     |
| 1951 | 33,8 %        | 2.   | 19 von 52  | Opposition                     |
| 1954 | 35,1 %        | 2.   | 17 von 52  | Bech-Bodson                    |
| 1959 | 34,9 %        | 3.   | 11 von 52  | Opposition                     |
| 1964 | 37,7 %        | 1.   | 21 von 56  | Werner-Cravatte                |
| 1968 | 32,3 %        | 2.   | 18 von 56  | Opposition                     |
| 1974 | 29,2 %        | 2.   | 17 von 59  | Thorn-Vouel-Berg               |
| 1979 | 24,3 %        | 2.   | 14 von 59  | Opposition                     |
| 1984 | 33,6 %        | 2.   | 21 von 64  | Santer-Poos I                  |
| 1989 | 26,2 %        | 2.   | 18 von 60  | Santer-Poos II                 |
| 1994 | 25,4 %        | 2.   | 17 von 60  | Santer-Poos III / Juncker-Poos |
| 1999 | 22,4 %        | 3.   | 13 von 60  | Opposition                     |
| 2004 | 23,4 %        | 2.   | 14 von 60  | Juncker-Asselborn I            |
| 2009 | 21,6 %        | 2.   | 13 von 60  | Juncker-Asselborn II           |
| 2013 | 20,2 %        | 2.   | 13 von 60  | Bettel-Schneider               |
| 2018 | 17,6 %        | 3.   | 10 von 60  | Bettel-Schneider-Braz          |
| 2023 | 18,9 %        | 3.   | 12* von 60 | Opposition                     |

*Ben Polidori verlässt die Piraten und wechselt zur LSAP. Die LSAP ist fortan mit 12 Abgeordneten im Parlament vertreten.

### Europawahlen
| Jahr | Stimmenanteil | Parlamentssitze |
| ---- | ------------- | --------------- |
| 1979 | 21,6 %        | 1               |
| 1984 | 29,9 %        | 2               |
| 1989 | 25,4 %        | 2               |
| 1994 | 24,8 %        | 2               |
| 1999 | 23,6 %        | 2               |
| 2004 | 22,1 %        | 1               |
| 2009 | 19,4 %        | 1               |
| 2014 | 11,7 %        | 1               |
| 2019 | 12,2 %        | 1               |
| 2024 | 21,72 %       | 1               |

### Die gewählten Vertreter:innen der LSAP seit 2023
Die LSAP hat seit den Gemeindewahlen 2023, den Kammerwahlen 2023 und den Europawahlen 2024: 12 Vertreter:innen im luxemburgischen Parlament, 1 Vertreter im Europäischen Parlament, 19 Bürgermeister:innen, 35 Schöff:innen und 142 Vertreter:innen in den Gemeinderäten der luxemburgischen Gemeinden.
| Ein Überblick                                | |
| -------------------------------------------- | --- |
| VertreterInnen im luxemburgischen Parlament: | Biancalana Dan, Bofferding Taina, Braz Liz, Closener Francine, Cruchten Yves, Delcourt Claire, Di Bartolomeo Mars, Engel Georges, Fayot Franz, Haagen Claude, Lenert Paulette, Polidori Ben |
| Vertreter im Europaparlament                 | Angel Marc |
| BürgermeisterInnen                           | Altmeisch Guy, Asselborn-Bintz Simone, Bei-Roller Manon, Bermes Marco, Biancalana Dan, Bodem Léon, Breuer Jacqueline, Feiereisen Carlo, Gangler Jeff, Haine Henri, Jungen Tom, Kirsch-Hirtt Marguy, Laurent Jérôme, Marchetti Fernand, Marson Claude, Muller Carlo, Pinto Louis, Steichen Bob, Viaggi David, Wagner Sammy |